# Donald L. Tucker Center
Das Donald L. Tucker Center (voller Name: Donald L. Tucker Civic Center at Florida State University) ist eine Mehrzweckhalle in der US-amerikanischen Stadt Tallahassee, Hauptstadt des Bundesstaates Florida. Benannt ist die Halle im Leon County nach dem früheren Sprecher des Repräsentantenhauses von Florida und Botschafter der Vereinigten Staaten in der Dominikanischen Republik, Donald L. Tucker. 

## Geschichte
Nur einen Häuserblock südöstlich des Haupt-Campus der Florida State University wurde das damalige Tallahassee-Leon County Civic Center im November 1981 eingeweiht. Der Bau bekam im Jahr 2004 seinen heutigen Namen. Die Kosten der Sportarena beliefen sich auf 33,8 Millionen US-Dollar. Im Oktober 1998 begannen Renovierungsarbeiten in der u. a. zwischen Ober- und Unterrang 34 Luxus-Suiten und 468 Club-Sitze eingerichtet wurden. Ein Restaurant namens Spotlight Grille bietet 450 Plätze mit Blick in die Arena und unter dem Hallendach wurde ein Videowürfel mit vier großen Bildschirmen mittig aufgehängt. In den Ecken der Halle sind Anzeigetafeln für die Spielstände angebracht worden. Der Oberrang wurde zur Verbesserung der Sicht umgebaut, zusätzliche Umkleidekabinen gebaut und eine neue Beschallungsanlage installiert. Die Arbeiten wurden vor Beginn der Basketball-Saison 2000/01 abgeschlossen.
Seit der Eröffnung nutzen die Florida State Seminoles, die Basketball-Mannschaft der Männer und der Frauen der Florida State University, die Halle. Von 1997 bis 2001 war es die Heimat des Eishockeyteams der Tallahassee Tiger Sharks (ECHL); die Arena-Football-Mannschaft der Tallahassee Thunder aus der af2 trug von 2000 bis 2002 ihre Spiele in der Arena aus. Ebenfalls kurz war das Gastspiel des Indoor-Soccer-Teams der Tallahassee Scorpions aus der, nur 1997 und 1998 bestehenden, EISL. 
Neben den Basketballspielen der Florida State Seminoles finden z. B. Konzerte, Conventions, Eisshows, Messen, Rodeos, Zirkus oder Monstertruck-Rennen statt. Unter dem Donald L. Tucker Center liegt das Center Theater mit 6.000 Plätzen. Es dient u. a. für kleinere Konzerte, Predigten oder Musicalaufführungen. So waren in den letzten Jahren während der Tallahassee Broadway Series die Musicals Les Misérables, Riverdance – The Show, Cats, Chicago, Fosse oder Rent zu sehen.